# Baixa fantasia
La baixa fantasia (de Low Fantasy en anglès) és un subgènere literari on la fantasia està ambientada dins d'un món semblant al real i no en un món a part. La fantasia serveix en aquest món per qüestionar la realitat o evadir-se d'una vida quotidiana insatisfactòria.

## Característiques
Les històries de low fantasy contenen elements irracionals, que no es poden explicar per les lleis fe la física ordinària. Hi ha determinats successos que freguen allò sobrenatural, s'usa la màgia, apareixen situacions similars a somnis o bé determinats esdeveniments sense explicació són atribuïts pels personatges a elements fantàstics.
La low fantasy és propera a altres gèneres. Es distingeix del realisme màgic perquè la fantasia no s'entreteixeix amb el món real com a part integrada sinó que se subratlla el seu caràcter excepcional i sovint és posada en dubte pels mateixos protagonistes que la viuen. Apareixen referències a altres mons o realitats. El terme s'oposa a la high fantasy, que transcorre totalment en un món diferent al real al qual es pot accedir des d'aquest o bé directament en un univers diferent amb altres regles. Difereix de la fantasia contemporània en què l'ambientació pot referir-se a qualsevol època o ubicació (molt sovint en un ambient medieval) i en una menor presència de la màgia. El to és més pessimista que en altres subgèneres i no sempre hi ha un final feliç. L'èmfasi rau en l'individu isolat, encara que aquest pugui mantenir relacions, i no en un grup d'amics o herois que comparteixen una missió, com passa en les fantasies èpiques.
El protagonista és sovint un antiheroi o un personatge marginal que descobreix en la fantasia una via d'escapament d'una existència que no el complau o bé la força per redefinir-se a ell mateix i recuperar l'autoestima. Apareixen contactes providencials o poders ocults que fan que sigui una persona especial, diferent a la imatge que projecta l'inici de la narració. Conté doncs elements de crítica social (a un entorn que no reconeix les potencialitats de l'heroi) i introspecció psicològica per sobre de l'acció. El qüestionament moral és també un tret freqüent, amb personatges que no sempre duen a terme accions virtuoses a diferència dels herois modèlics d'altres subgèneres fantàstics i on la màgia pot ser vista amb una mirada força negativa (com un poder que s'usa per controlar els altres o cometre accions no sempre honestes). Per això poden aparèixer força escenes de violència però no presentades com quelcom èpic o desitjable. L'estil d'aquestes obres acostuma a incloure monòlegs interiors o un narrador omniscient que pot aprofundir en el malestar i dubtes dels personatges, que evolucionen al llarg de l'obra (personatges "rodons" segons la terminologia clàssica).
Determinades característiques de la low fantasy com el to desencantat, el dubte permanent sobre allò que passa o l'intent de dibuixar un ambient versemblant o real han amarat altres subgèneres de la fantasia, de manera que pot ser complicat destriar-los. Com a gènere independent, la low fantasy neix i es popularitza a finals del segle xx.

## Obres destacades
- Prince of Thorns de Mark Lawrence
- The Borrowers de Mary Norton
- Among Thieves de Douglas Hulick
- Wicked de Gregory Maguire
- The Green Mile de Stephen King
- Faules de Bill Willingham